# サマエル (バンド)

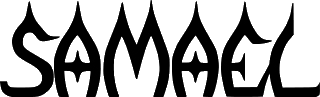
バンドのロゴ

サマエル (Samael) は、スイス出身のヘヴィメタル・バンド。

## 略歴
1987年、ヘルハマーのApocalyptic Raidsに衝撃を受けて結成される。当時はテクニカルなスラッシュメタルなどがはやっていた時代であったが、テクニックやメロディよりも雰囲気を重視した音楽性を目指していた。
1991年、オスモス・プロダクションから1stアルバムをリリース。バンドにとって、はじめてのフルレングスアルバムであると同時に、レーベルにとってもはじめてのリリースであった。
1992年にはセンチュリー・メディアと契約し、2ndアルバムをリリース。アンリーシュド、ティアマットらと初のヨーロッパツアーを行っている。
1996年、ドラムマシーンを導入した4thアルバム『Passage』をリリース。インダストリアルメタルに大きく近づく音楽性へと変化し、話題を呼んだ。
2011年、10thアルバム『Lux Mundi』をリリース。

## 音楽的特徴や影響
初期はいわゆる第一世代のブラックメタルに影響を受けていた。具体的には、ヴェノム、セルティック・フロスト、バソリーなどである。しかし、1996年のPassageでゴッドフレッシュ、ミニストリー、ピッチシフターなどから影響を受けたインダストリアル色の強い音楽性へと変化している。
ダークスローンのFenrizは「サマエルはほとんど誰もブラックメタルなんかやってなかった時代にブラックメタルの火を灯したバンドのうちの一つだよ。彼らはよりオカルトな雰囲気があって、伝統的なブラック/スラッシュの系譜には属してなかった。デスメタルとも違ったし。メイヘム、ダークスローン、バーズムと同じ路線のバンドはいるのに、なんでもっとサマエルと同じ路線のバンドが出てこないのかなあ。オレには不思議でならないね。だって、その方が間違いなくおもしろいじゃん。」と評している。
ディム・ボルギルのシレノスは「ユーロニモスが'おい、このアルバムは聴かなきゃダメだ。マジでスゴい。'って言って、サマエルのWorship Himをオレに手渡したんだよ。あれには目が開かれた思いがしたなあ。」と語っている。

## メンバー

### 現ラインナップ
- Vorph：Michael Locher - ボーカル/ギター (1987- )
ヴォーカルスタイルではバソリーのクォーソンから大きな影響を受けている[3]。
- Xytras：Alexandre Locher - ドラムス/キーボード (1988- )
- Makro：Marco Rivao - ギター (2002- )
- Drop：Thomas Betrisey - ベース (2015- )

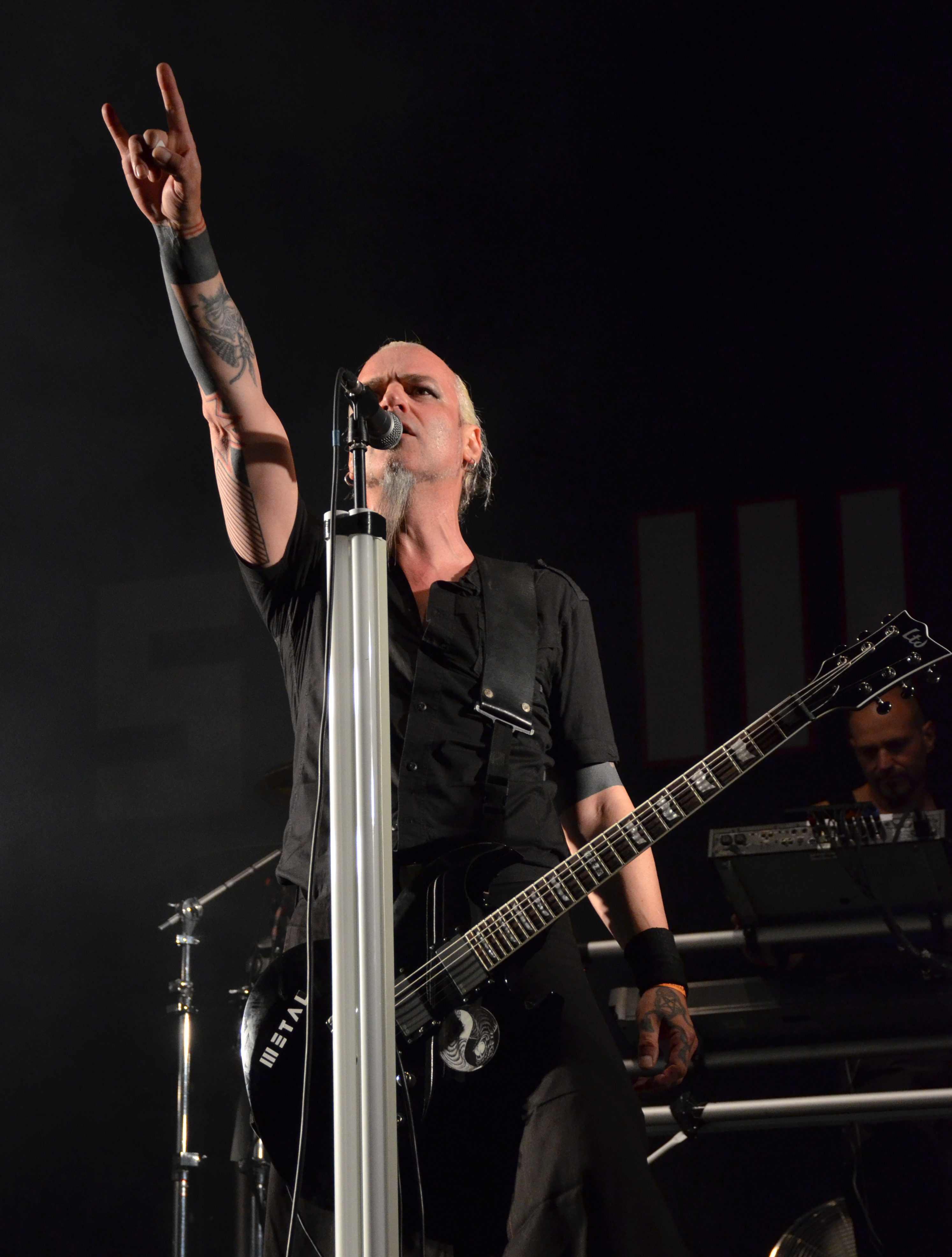
Vorph(Vo/G) 2016年
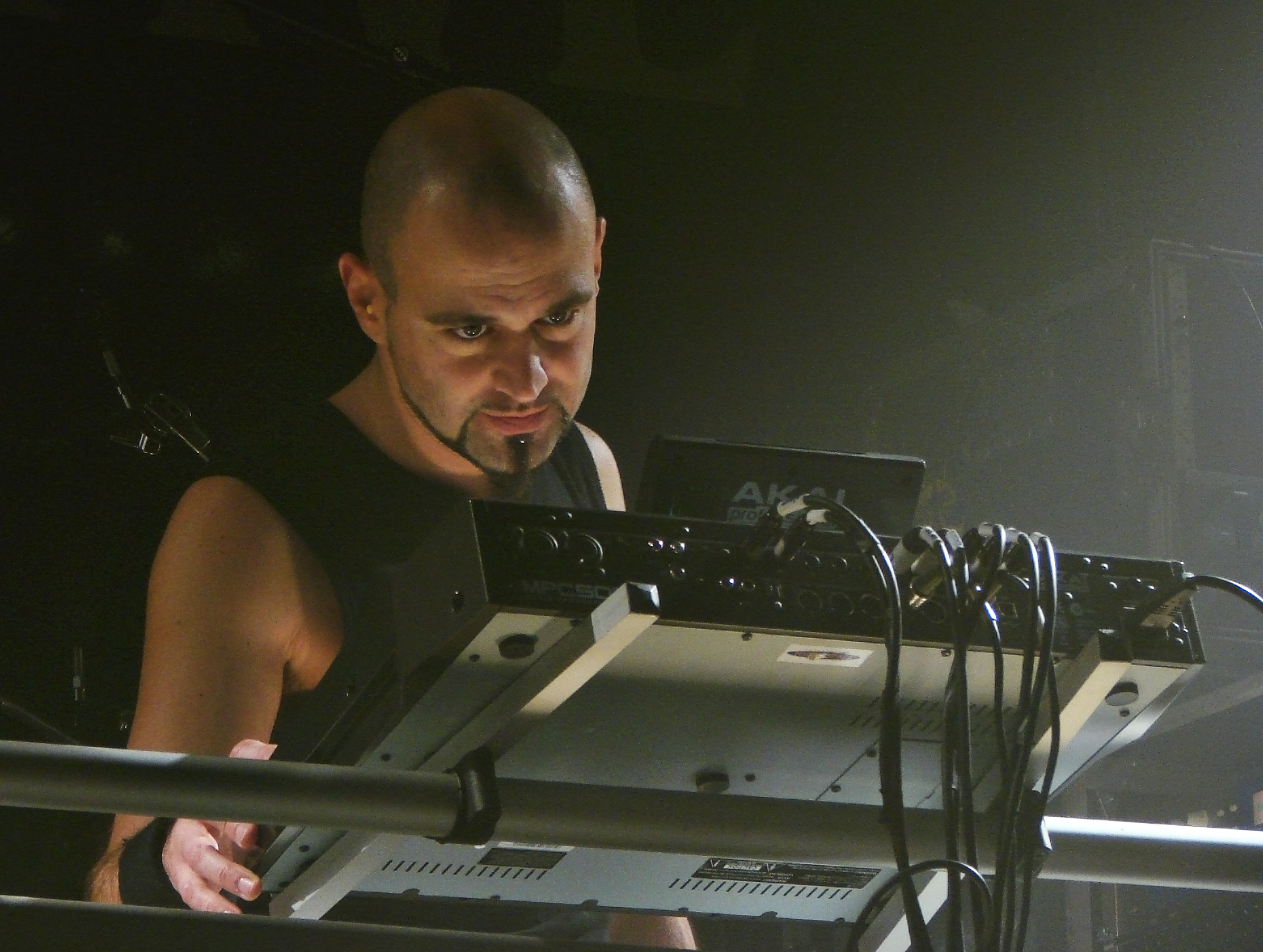
Xytras(Ds/Key) 2009年
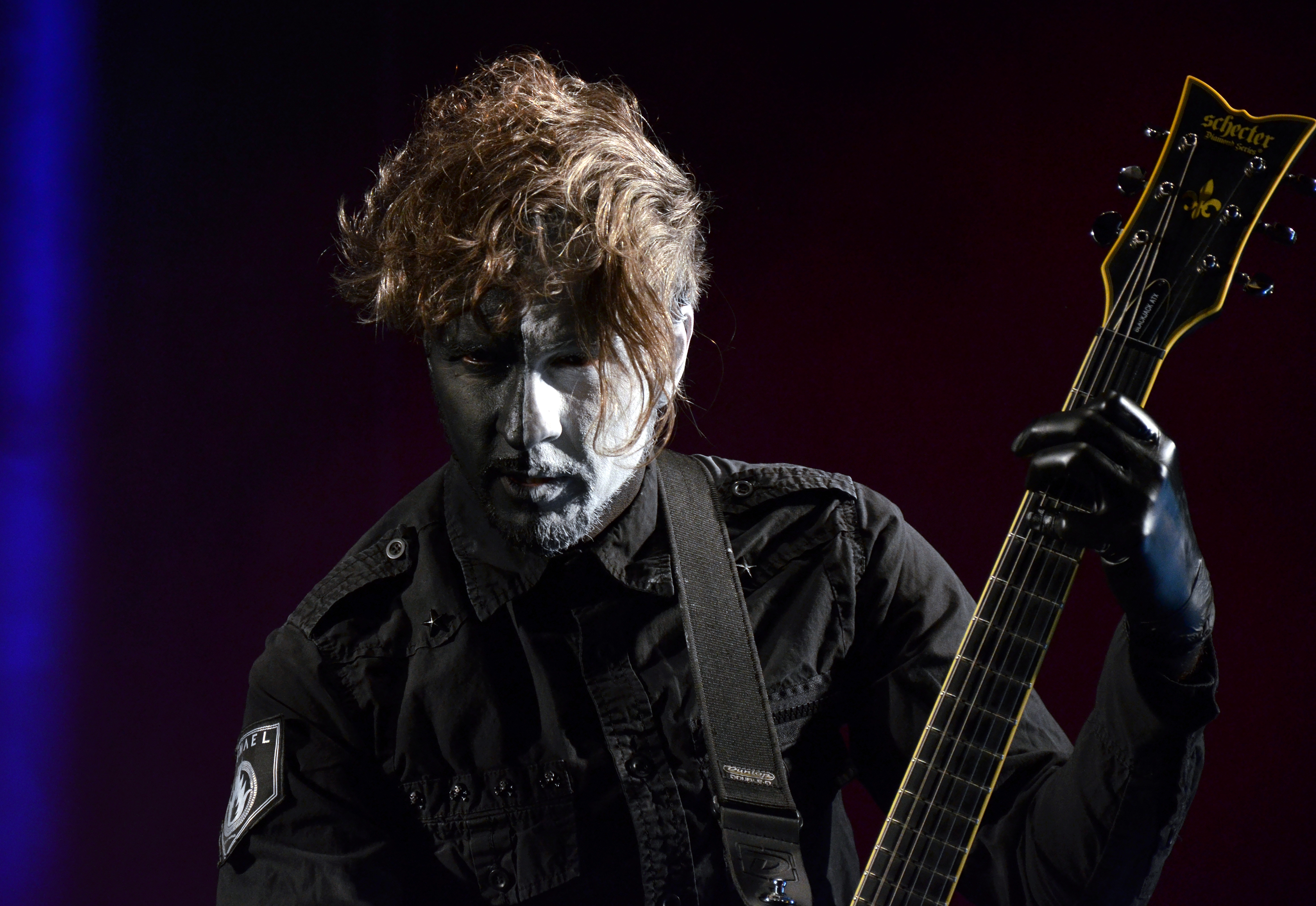
Makro(G) 2016年

### 旧メンバー
- Pat Charvet - ドラムス (1987-1988)
- Mas：Christophe Mermod - ベース (1991-2015)
- Rodolphe H. - キーボード (1993-1996)
- Kaos - ギター (1996-2002)

## ディスコグラフィー

### オリジナルアルバム
- 1991年 Worship Him
- 1992年 Blood Ritual
- 1994年 Ceremony of Opposites
- 1996年 Passage
- 1999年 Eternal
- 2004年 Reign of Light
- 2006年 Era One
- 2007年 Solar Soul
- 2009年 Above
- 2011年 Lux Mundi
- 2017年 Hegemony